# Соколу-де-Кимпіє
Соколу-де-Кимпіє (рум. Socolu de Câmpie) — село у повіті Муреш в Румунії. Входить до складу комуни Козма.
Село розташоване на відстані 289 км на північний захід від Бухареста, 27 км на північ від Тиргу-Муреша, 69 км на схід від Клуж-Напоки.

## Населення
За даними перепису населення 2002 року у селі проживали 145 осіб, усі — румуни. Усі жителі села рідною мовою назвали румунську.